# Don Johnson
Donald Wayne Johnson (n. 15 decembrie 1949, Flat Creek⁠(d), Missouri, SUA) este un actor, producător, regizor, cântăreț și compozitor american. A jucat rolul lui James "Sonny" Crockett în seria de televiziune din 1980, Miami Vice, câștigând Globul de Aur pentru rolul său. El a avut, de asemenea, rolul principal în serialul polițist din anii 1990, Nash Bridges. A primit o stea pe Walk of Fame de la Hollywood.  Johnson a fost Campionul Mondial al Cupei Mondiale Offshore din 1988 organizată de American Power Boat Association. 

## Filmografie

### Film
| An   | Titlu                                  | Rol                                              | Note               |
| ---- | -------------------------------------- | ------------------------------------------------ | ------------------ |
| 1970 | The Magic Garden of Stanley Sweetheart | Stanley Sweetheart                               |                    |
| 1971 | Zachariah                              | Matthew                                          |                    |
| 1973 | The Harrad Experiment                  | Stanley Cole                                     |                    |
| 1974 | Lollipops, Roses and Talangka          | Franky                                           | 1st Filipino movie |
| 1975 | A Boy and His Dog                      | Vic                                              |                    |
| 1975 | Return to Macon County                 | Harley McKay                                     |                    |
| 1978 | Swan Lake                              | Benno (voice)                                    | English version    |
| 1981 | Soggy Bottom, U.S.A.                   | Jacob Gorch                                      |                    |
| 1982 | Melanie                                | Carl                                             |                    |
| 1982 | Aladdin and the Wonderful Lamp         | Wazir's Son (voice)                              | English version    |
| 1985 | Cease Fire                             | Tim Murphy                                       |                    |
| 1987 | G.I. Joe: The Movie                    | Lieutenant Vincent R. Falcone/Lt. Falcon (voice) |                    |
| 1988 | Sweet Hearts Dance                     | Wiley Boon                                       |                    |
| 1989 | Dead Bang                              | Jerry Beck                                       |                    |
| 1990 | The Hot Spot                           | Harry Madox                                      |                    |
| 1991 | Harley Davidson and the Marlboro Man   | Robert Anderson/The Marlboro Man                 |                    |
| 1991 | Paradise                               | Ben Reed                                         |                    |
| 1993 | Born Yesterday                         | Paul Verrall                                     |                    |
| 1993 | Guilty as Sin                          | David Edgar Greenhill                            |                    |
| 1996 | Tin Cup                                | David Simms                                      |                    |
| 1998 | Goodbye Lover                          | Ben Dunmore                                      |                    |
| 2007 | Moondance Alexander                    | Dante Longpre                                    |                    |
| 2007 | Bastardi                               | Sante Patene                                     |                    |
| 2008 | Long Flat Balls II                     | Admiral Burnett                                  |                    |
| 2008 | Torno a vivere da solo                 | Nico                                             |                    |
| 2010 | When in Rome                           | Mr. Martin                                       | Uncredited         |
| 2010 | Machete                                | Lt. Von Jackson                                  |                    |
| 2011 | Four Loko Vineyards                    | Mr. Four Loko                                    | Online short film  |
| 2011 | A Good Old Fashioned Orgy              | Jerry Keppler                                    | Uncredited         |
| 2011 | Bucky Larson: Born to Be a Star        | Miles Deep                                       |                    |
| 2012 | Django Unchained                       | Spencer "Big Daddy" Bennett                      |                    |
| 2014 | Cold in July                           | Jim Bob Luke                                     |                    |
| 2014 | The Other Woman                        | Frank Whitten                                    |                    |
| 2015 | Alex of Venice                         | Roger                                            |                    |
| 2017 | Vengeance: A Love Story                | Jay Kirkpatrick                                  |                    |
| 2017 | Brawl in Cell Block 99                 | Warden Tuggs                                     |                    |
| 2018 | Book Club                              | Arthur                                           |                    |
| 2018 | Dragged Across Concrete                | Lt. G. Calvert                                   |                    |
| 2018 | Vault                                  | Gerry                                            | post-production    |
| 2019 | Knives Out                             | Morris Robinson                                  | Post-production    |

### Televiziune
| An         | Titlu                                     | Rol                                    | Note                                  |
| ---------- | ----------------------------------------- | -------------------------------------- | ------------------------------------- |
| 1971       | Serge                                     | Deloy Coopersmith                      | 1 episod                              |
| 1972       | Young Dr. Kildare                         | Ted Thatcher                           | 1 episod                              |
| 1972       | The Bold Ones: The New Doctors            | Ev Howard                              | 1 episod                              |
| 1973       | Kung Fu                                   | Nashebo                                | 1 episod                              |
| 1974       | The Rookies                               | Al Devering                            | 1 episod                              |
| 1976       | The Streets of San Francisco              | Officer Larry Wilson                   | 1 episod                              |
| 1976       | Barnaby Jones                             | Wayne Lockwood                         | 1 episod                              |
| 1976       | Law of the Land                           | Quirt                                  | Television film                       |
| 1977       | The City                                  | Sergeant Brian Scott                   | Television pilot film                 |
| 1977       | Cover Girls                               | Johnny Wilson                          | Television film                       |
| 1977       | Nashville 99                              | Mike Watling                           | 1 episode                             |
| 1977       | Eight Is Enough                           | Doug                                   | 1 episode                             |
| 1977       | Big Hawaii                                | Gandy                                  | 1 episode                             |
| 1977       | Police Story                              | Lee Morgan                             | 1 episode                             |
| 1978       | What Really Happened to the Class of '65? | Edgar                                  | 1 episode                             |
| 1978       | The American Girls                        | Everett Simms                          | 1 episode                             |
| 1978       | Pressure Point                            |                                        | Television film                       |
| 1978       | Ski Lift to Death                         | Mike Sloan                             | Television film                       |
| 1978       | The Two-Five                              | Charlie Morgan                         | Television film                       |
| 1978       | Katie: Portrait of a Centerfold           | Gunther                                | Television film                       |
| 1978       | First, You Cry                            | Daniel Easton                          | Television film                       |
| 1979       | Amateur Night at the Dixie Bar and Grill  | Cowboy                                 | Television film                       |
| 1979       | The Rebels                                | Judson Fletcher                        | Miniseries                            |
| 1980       | Beulah Land                               | Bonard Davis                           | Miniseries                            |
| 1980       | Revenge of the Stepford Wives             | Officer Andy Brady                     | Television film                       |
| 1980       | From Here to Eternity                     | Private Jefferson "Jeff" Davis Prewitt | 13 episodes                           |
| 1981       | Elvis and the Beauty Queen                | Elvis Presley                          | Television film                       |
| 1981       | The Two Lives of Carol Letner             | Bob Howard                             | Television film                       |
| 1982       | Matt Houston                              | Terry Spence                           | 1 episode                             |
| 1983       | Six Pack                                  | Brewster Baker                         | Television pilot film                 |
| 1984–1989  | Miami Vice                                | Detective James "Sonny" Crockett       | 111 episodes                          |
| 1985       | Tales of the Unexpected                   | Reeve Baker                            | 1 episode                             |
| 1985       | The Long Hot Summer                       | Ben Quick                              | Television film                       |
| 1988; 2015 | Saturday Night Live                       | Himself                                | 2 episodes                            |
| 1990       | Seriously...Phil Collins                  | Himself                                | Television film                       |
| 1995       | In Pursuit of Honor                       | Sgt. John Libbey                       | Television film                       |
| 1996–2001  | Nash Bridges                              | Inspector/Captain Nash Bridges         | 122 episodes Executive producer       |
| 2003       | Word of Honor                             | Lt. Benjamin Tyson                     | Television film Co-executive producer |
| 2005–2006  | Just Legal                                | Grant H. Cooper                        | 8 episodes                            |
| 2010       | WWE Raw                                   | Himself                                | 1 episode                             |
| 2010       | Southern Discomfort                       |                                        | Television pilot film                 |
| 2010–2011  | Glenn Martin, DDS                         | Grandpa Whitey (voice)                 | 4 episodes                            |
| 2010–2012  | Eastbound & Down                          | Eduardo Sanchez Powers                 | 5 episodes                            |
| 2011       | A Mann's World                            | Allan Mann                             | Television pilot film                 |
| 2014–2015  | From Dusk till Dawn: The Series           | Sheriff Earl McGraw                    | 5 episodes                            |
| 2015       | Blood & Oil                               | Hap Briggs                             | 10 episodes                           |
| 2016       | TripTank                                  | Johnny Bahama (voice)                  | 1 episode                             |
| 2017       | A Series of Unfortunate Events            | Sir                                    | 2 episodes                            |
| 2017       | Sick Note                                 | Kenny West                             |                                       |
| 2018       | LA to Vegas                               | Jack Silver                            | 1 episode                             |
| 2018       | Daddy Issues                              | Roman                                  | television film                       |
| 2019       | Watchmen (TV series)                      |                                        | main role                             |